# Justice au Rojava
Au Rojava, la justice est l'ensemble des procédures visant à réparer les torts et rétablir la paix sociale. Mise en place depuis la révolution de 2012, elle s'inscrit dans la continuité des traditions régionales et des expériences des organisations kurdes depuis les années 90. Les principes sont fortement marqués par l'idéal de réparation et réhabilitation, la participation démocratique, et l'auto-défense collective des femmes. La principale structure est le comité de paix, une assemblée locale, complétée par une Cour constitutionnelle, des tribunaux classiques et depuis 2015 des assemblées comptant jusqu'à trois cents citoyennes et citoyens appelées plateformes populaires. L'exécution des décisions de justice est surtout fondée sur le consensus, l'usage de la force est décentralisé, et l'institution carcérale est réduite, avec des tendances vers l'abolition. Depuis la guerre victorieuse contre l'organisation État islamique, le nombre de combattants islamistes d'origine étrangère à juger et maintenir en captivité surcharge les capacités des forces des autorités autonomes du Nord-Est de la Syrie. Par ailleurs, l'éducation au droit et à la justice est organisée pour le plus grand nombre. La réalité de la justice au Rojava est regardée par certains spécialistes comme comparable à d'autres expériences et évolutions dans le monde.

## Histoire
Les Kurdes luttent depuis longtemps pour davantage d'autonomie vis-à-vis des États de Turquie, de Syrie, d'Iran et d'Irak, avec des organisations comme le Partiya Karkerên Kurdistan (PKK, Parti des travailleurs du Kurdistan) depuis 1984, le Partiya Yekîtiya Demokrat (PYD, Parti de l'union démocratique) depuis 2011, ou encore le Gouvernement régional du Kurdistan depuis 1992. Ces trois organisations administrent des cours de justice locales indépendantes. Depuis la prise d'indépendance du Rojava dans le Nord-Est de la Syrie dans les années 2010 sous l'égide du PYD, les jugements pris au sein des juridictions kurdes de cette région ont été davantage pris en considération par les autorités extérieures. Dans l'ensemble, la révolution de 2012 fondatrice du régime de confédéralisme démocratique en vigueur au Rojava s'est accompagnée d'un rejet des manières de rendre la justice qui avaient cours sous l'État syrien, en faveur d'un modèle avec davantage de participation populaire.
En 2014, le ministre de la Justice est Abdulhamid al-Bekir.

## Principes
Après le retrait de l'État syrien, des juges dissidents ont rejoint les autorités autonomes et ont continué à appliquer les lois syriennes en les corrigeant au regard de la Charte du Contrat social, la constitution du Rojava. De manière générale, la culture judiciaire au Rojava est profondément marquée par le principe de la justice réparatrice: par exemple, en 2015, un journaliste rapporte avoir assisté à un grand déjeuner de réconciliation entre un homme coupable de meurtre, la famille de sa victime et sa propre famille.
Comme pour les autres aspects de la vie publique et politique au Rojava, la justice est organisée avec un souci particulier pour la transparence et la participation de toustes, dans un esprit démocratique.
La jinéologie, le féminisme du confédéralisme démocratique, est intégré au système judiciaire avec notamment les Maisons des femmes (mala jin) qui sont présentes dans chaque commune et disposent chacune d'un comité de paix féminin chargé de traiter en première instance tous les litiges touchant à la condition féminine. De plus, les maisons des femmes prennent aussi en charge la défense en justice pour ce qui concerne les droits des femmes,.

## Structures
Une Cour constitutionnelle (dadgeha hevpeyman) composée de sept magistrats est chargée de veiller au respect de la Constitution.

### Comité de paix
Dès les années 90, des comités locaux se sont assemblés afin de permettre la résolution des conflits à l'échelle des communautés kurdes et rattachés au PYD. Après la révolution, ce système d'assemblées de voisinage s'est généralisé aux différents cantons, et la plupart des litiges y sont traités, à l'exception des homicides qui passent directement à l'instance supérieur. L'objectif d'un komîteya levhatin (comité de paix) est de promouvoir une solution consensuelle dans la logique de la justice réparatrice, ce qui les rapproche fortement de la pratique palestinienne dite sulha.

### Plateforme populaire
À partir de 2015, un mécontentement populaire s'est fait sentir vis-à-vis du système d'appel mis en place par les juges révolutionnaires issus du système étatique syrien, tendant à reproduire un système de justice où le pouvoir est accapré par des fonctionnaires. C'est alors qu'ont été instituées les plateformes populaires, des assemblées réunissant entre quelques douzaines et plusieurs centaines de personnes afin de débattre et décider de l'issue d'un litige grave (homicide) ou trop complexe pour être résolu au niveau des comités de paix.

## Moyens exécutoires

### Forces de sécurité

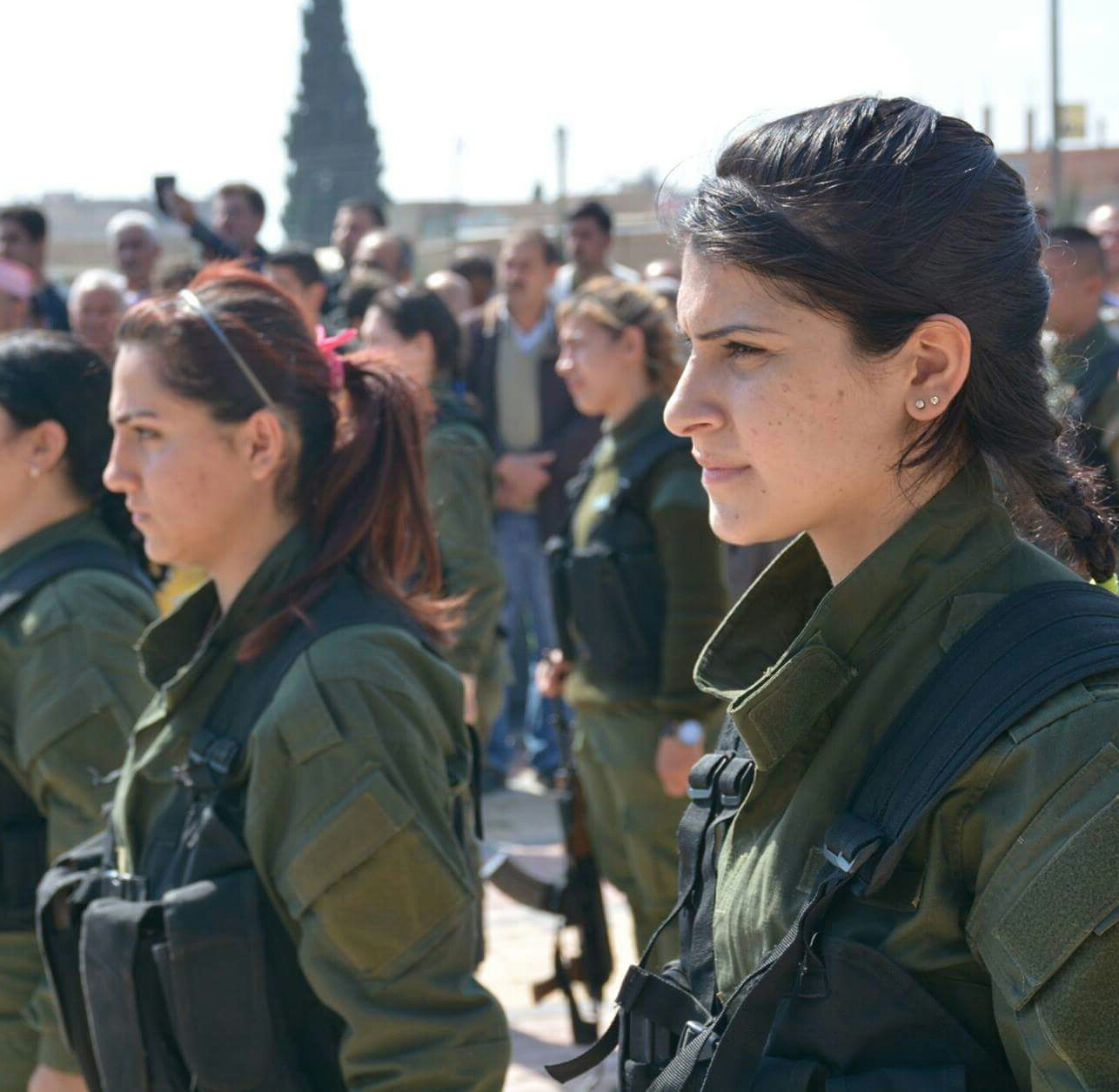
Des assayech en 2016.

Les assayech au niveau des communes, en plus de la gestion du trafic routier et du contrôle des déplacements et du commerce, peuvent être chargées par la justice d'arrêter les criminels et de protéger les victimes de violences domestiques. Les gens au Rojava défendent une vision de la sécurité fondée sur l'éducation, le refus de toute hiérarchie, la solidarité et l'auto-défense. Nazan Üstündağ fait remarquer que cela ne signifie pas qu'il s'agisse d'un modèle parfait, mais qu'il y a des progrès importants qui se déploient en tension permanente.

### Prisons
Lors de la révolution de 2012, la plupart des gens incarcérés ont été relâchés après un réexamen de leur cas, à l'exception des coupables de meurtre. Depuis, les autorités autonomes du Nord-Est ont maintenu l'emprisonnement à un régime diminué, avec 2700 prisonniers réguliers en 2022 ainsi qu'environ 3000 prisonniers de guerre liés aux arrestations lors de la victoire contre l'organisation État islamique en 2019. Plusieurs organisations non-gouvernementales telles Human Rights Watch et Amnesty International États-Unis ont écrit des rapports sur le système judiciaire-carcéral au Rojava financé par la coalition menée par les États-Unis. Ils dénoncent des atteintes aux droits humains dans la région (en), notamment à l'encontre des prisonniers arrêtés pour leurs liens avec l'organisation État islamique.

## Coopération judiciaire internationale concernant Daech
Après la victoire de 2019, les autorités autonomes du Rojava internent les captifs dans des camps spéciaux, dans l'attente que leurs pays d'origine les rapatrient et les jugent. Toutefois, les pays européens et occidentaux, d'où venait la majorité du contingent international de Daech, refusent ce retour et négligent leur responsabilité de traiter les crimes de leurs ressortissants. Le cas de l'islamiste Shamima Begum est emblématique : le Royaume-Uni la destitue de sa nationalité, et la laisse ainsi à la charge des autorités autonomes du Rojava. Il existe certes depuis 2016 à l'Organisation des Nations unies un comité unique en son genre appelé Mécanisme international, impartial et indépendant pour la Syrie et la coopération des États. Créé afin d'enquêter sur les crimes commis depuis 2011 et de coordonner le traitement judiciaire de la part des différentes nations, il connaît toutefois de grandes difficultés. Après plusieurs années passées en vain à appeler la communauté internationale à créer un tribunal spécial, les autorités autonomes décident en 2023 de conduire elles-mêmes les procès des combattants internationaux.

## Recherche et enseignement
Il existe diverses écoles de droit se rattachant aux cantons du Rojava, par exemple à Cizre où l'enseignement est soucieux d'être accessible à tout le monde et souligne l'importance de la justice sociale.

## Droit comparé
Felipe Bley Folly remarque la justice au Rojava comme un exemple caractéristique d'une approche ascendante du droit, c.-à-d. directement fondée sur les expériences quotidiennes et la participation des gens normaux. Ce chercheur estime que la justice au Rojava se rapproche par cet aspect des usages contemporains des droits humains (avec l'UNDRIP et l'UNDROP) ainsi que des pratiques judiciaires des autochtones Kuna. D'autres juristes établissent aussi des comparaisons avec la justice chez les zapatistes et y discernent des pistes intéressantes pour l'évolution des politiques judiciaires dans le monde.